# Djupedal
Djupedal är en ort i stadsdelen Säve (Säve socken) i Göteborgs kommun. SCB har avgränsat bebyggelsen i södra delen av Djupedal till en småort och gett den namnet Djupedal södra. Djupedal ligger på norra Hisingen, endast några få kilometer söder om den norske kung Håkon den gamles borg ute på Ragnhildsholmen i Nordre älv.
I Djupedal ligger Säve nya mekaniska verkstad. Det finns även många stall.
Ovanför orten ligger två fornborgar: Djupedals fornborgar.